# Волица-Дружкопольская
Волица-Дружкопольская (укр. Волиця-Дружкопільська) — село в Гороховской городской общине Луцкого района Волынской области Украины.
До 2020 года входило в Гороховский район.
Код КОАТУУ — 0720881602. Население по переписи 2001 года составляет 283 человека. Почтовый индекс — 45737. Телефонный код — 3379. Занимает площадь 5,13 км².